# Воронцов, Константин Вячеславович
Константи́н Вячесла́вович Воронцо́в (род. 1 апреля 1971 года) — российский учёный-математик, доктор физико-математических наук (2010), профессор кафедры интеллектуальных систем ФУПМ МФТИ, профессор РАН (2016).

## Биография
Родился в 1971 году.
Окончил Московский физико-технический институт (МФТИ) по специальности «инженер-математик» (1994) и аспирантуру ВЦ РАН (1997). В 1999 г. защитил кандидатскую диссертацию «Локальные базисы в алгебраическом подходе к проблеме распознавания».
- 1993—1997 инженер-программист Информационно-консультативного токсикологического центра Минздрава РФ (ИКТЦ МЗ РФ).
- 1997—2001 эксперт Московской межбанковской валютной биржи.
- с 2001 г. по настоящее время: научный сотрудник, старший научный сотрудник ВЦ РАН; с 2015 г. ВЦ входит в состав ФИЦ ИУ РАН — Федерального исследовательского центра «Информатика и управление» на основе ИПИ РАН.
- с 2001 г. по настоящее время: заместитель научного директора компании Форексис.
- с 2004 по настоящее время: доцент, заместитель заведующего (до 2013), профессор (с 2013) кафедры «Интеллектуальные системы» факультета управления и прикладной математики (ФУПМ) МФТИ.
- с 2007 доцент кафедры математических методов прогнозирования факультета вычислительной математики и кибернетики (ВМК) МГУ.
- с 2011 профессор Высшей школы экономики (ВШЭ).

Доктор физико-математических наук. Тема докторской диссертации: «Комбинаторная теория надёжности обучения по прецедентам», специальность 05.13.17 «теоретические основы информатики», защищена в ВЦ РАН (2010).

## Награды и звания
В 2016 году получил почётное учёное звание профессора РАН.
Награждён медалью РАН с премией для молодых учёных за победу в конкурсе, посвящённом 275-летию Российской академии наук, за совместную работу с Е. В. Нарыжным «Экспертные и алгебраические методы построения систем искусственного интеллекта» (1999).
Является членом Совета по науке и технике при Комитете Госдумы по науке и наукоёмким технологиям.